# ایشتوان مسی
ایشتوان مِسی (مجاری: Messzi István; ۲۹ ژوئن ۱۹۶۱ – ۹ مهٔ ۱۹۹۱) وزنه‌بردار اهل مجارستان بود.
وی در مسابقات کشوری و بین‌المللی در مجموع برندهٔ ۱ مدال نقره شده‌است.